# Катерина Ягелонина
Катерина Ягелонина (на полски: Katarzyna Jagiellonka – Катажина Ягелонка; на фински: Katariina Jagellonica; на шведски: Katarina Jagellonica av Polen) е полска принцеса, кралица на Швеция и велика херцогиня на Финландия, съпруга на шведския крал Йохан III.

## Произход и брак
Родена е на 1 ноември 1526 г. в Краков, Полша. Тя е най-малката дъщеря на полския крал Зигмунт I Стари и на италианската принцеса Бона Сфорца.
На 4 октомври 1562 във Вилнюс Катерина се омъжва за финландския херцог Йохан, който е втори син на шведския крал Густав I и е брат на тогавашния шведски крал Ерик XIV. Йохан няма позволението на брат си да се ожени за полската принцеса, тъй като двамата братя не се намират в добри отношения заради самостоятелната политика, която Йохан се опитва да води.
След сватбата двамата младоженци се установяват в замъка в Турку, Финландия. Опитите на Йохан да присъедини към владенията си и областта Ливония стават причина Ерик XIV да обяви война на брат си. През лятото на 1563 г. шведският крал изпраща 10-хилядна войска, която обсажда Турку. На 12 август същата година замъкът е превзет от шведските войски, а Катерина и съпругът ѝ са пленени и отведени в Швеция, където са затворени в замъка Грипсхолм.
Един от дългогодишните обожатели на Катерина обаче е руският цар Иван Грозни. След като научава за съдбата на Катерина и семейството ѝ, Иван Грозни изпраща посолство до Ерик XIV с молба Катерина да бъде отделена от Йохан и изпратена в Москва, където да се омъжи за руския цар. Това обаче не се случва заради острата реакциия на шведите срещу тези планове.
По време на затворничеството в Грипсхолм Катерина ражда трите си деца:
- Изабела Финландска (1564 – 1566)
- Сигизмунд III Васа (1566 – 1632)
- Анна Васа (1568 – 1625)

Катерина и съпругът ѝ са освободени през 1567 г.

## Кралица на Швеция
През 1568 г. след детронацията на Ерик XIV Йохан е коронован за крал на Швеция като Йохан III, а Катерина – за кралица на Швеция.
Като кралица Катерина упражнява силно влияние върху политиката на съпруга си и особено по отношение на борбата му срещу разпространяващото се в страната протестантство. Йохан III издава нов църковен устав, известен като Червената книга. Смесица между протестантство и католицизъм, новият ред връща някои католически обичаи в църковния церемониал. Кралят дори връща латинския език в богослужението, което скандализира протестантите. Същевременно антуражът на кралицата се попълва само с католици, сред които няколко католически монаси.
През 1572 Катерина започва преговори с кардинал Хосий за рекатолизация на Швеция. През 1573 г. синът на детронирания Ерик XIV е изпратен в изгнание при йезуитите в Полша. През 1575 г. излиза забрана за преминаване на останалите в Швеция католици към протестантството. По покана на кралицата от Рим пристига норвежкият йезуит Лаврентий Николай, който е настанен в затворения по време на Реформацията францискански манастир Клостер-Лесе. Там с подкрепата на кралицата Лаврентий открива католическо училище. Благодарение на кралицата е направен нов олтар за мощите на Свети крал Ерик в катедралата в Упсала. Катерина подпомага и старото абатство Абстена, където живеели последните монахини в Швеция. По инициатива на кралица Катерина Ягелонина е построена и първата сграда на двореца Дротнингхолм, който по-късно придобива голяма популярност.
Катерина Ягелонина полага и големи усилия, за да възпита сина си в духа на католицизма. През 1576 г. тя изпраща Сигизмунд да се учи в йезуитско училище в Браунсберг (днешно Бранево, Полша). През 1587 г. Сигизмунд става крал на Жечпосполита (като Сигизмунд III Васа), която управлява близо 40 години. През 1592 г. Сигизмунд III Васа се възкачва и на шведския престол. Откритата му поддръжка на католицизма в Швеция обаче настройва шведите срещу него и става причина за прогонването му от Швеция през 1599 г. Това довежда до избухването на продължителната Полско-шведска война от 1600 – 1611 г.

## Последни години
През последните години от живота си Катерина страда от остра форма на подагра. Тя умира на 16 септември 1583 в Стокхолм на 56-годишна възраст. Погребана е в катедралата в Упсала.